# Зелене алге
Зелене алге су велика парафилетска група алги, које поседују хлоропласте настале примарном ендосимбиозом и у њима хлорофиле a и b. Група зелених алги обухвата око 6000 врста, које могу бити једноћелијске, колонијалне или вишећелијске; на монадоидном, кокоидном, трихалном или хетеротрихалном ступњу организације; житељи воде или копна.

## Галерија
- Кладофора се њише под утицајем струје реке Таре у близини Шћепан Поља.
- Колонија зелене алге